# Allium moschatum
Allium moschatum là một loài thực vật có hoa trong họ Amaryllidaceae. Loài này được Linnaeus mô tả khoa học đầu tiên năm 1753.